# Abaya

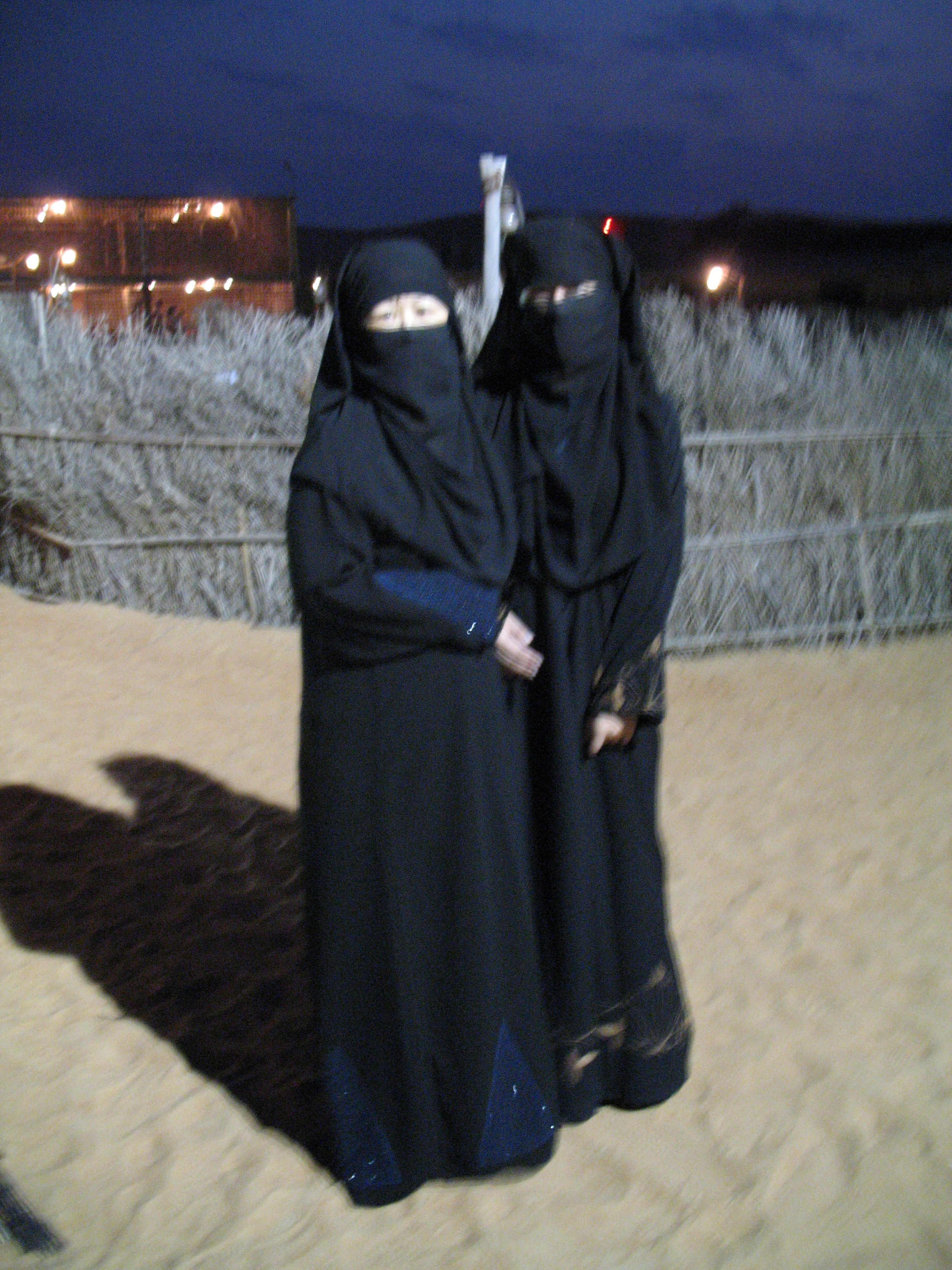
Tấm màn che mặt "Niqab" không phải là một phần của Abaya, nhưng nó thường xuyên được đeo cùng với bộ này.

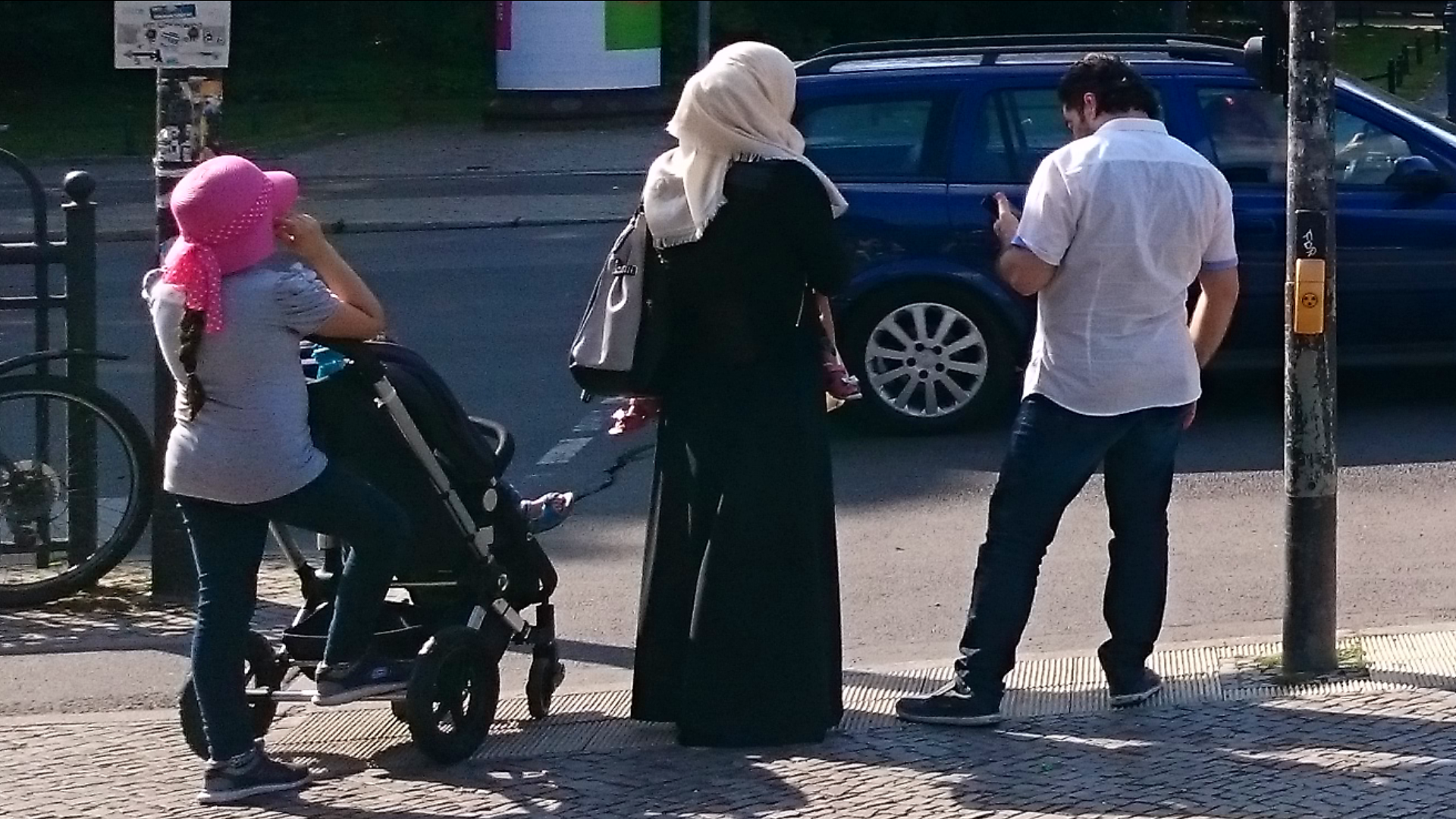
Gia đình Hồi giáo ở Berlin, một người phụ nữ đeo khăn quàng lên đầu, gọi là Hijab, Abaya và khăn trùm đầu.

Abaya, hoặc Abajeh (tiếng Ả Rập: عباية) là một bộ quần áo cổ truyền Hồi giáo cho phụ nữ. Nó được phụ nữ trùm lên quần áo khi họ rời khỏi nhà. Abaya trong Vùng Vịnh (đặc biệt là ở Yemen), thường được mặc với một khăn trùm đầu, trong vùng nghèo khó hơn, cũng được mặc chung với một tấm màn che hoàn toàn mặt Niqab. Tùy thuộc vào  môi trường xã hội và tôn giáo, Abaya có thể rất đơn giản, giống như một cái bao, hoặc rất thời trang và lộng lẫy.  Nhưng chúng luôn rất kín đáo, dài tay và dài tới chân. Màu thường thấy ở khu vực Ả Rập là màu đen, ở Ấn Độ và Pakistan thường các màu sắc sáng hơn phổ biến hơn.
Trong một số rất ít quốc gia trên thế giới như ở Yemen, phụ nữ bị buộc mặc Abaya nơi công cộng. Trong tháng 3 2018, tuy nhiên, Thái tử Ả Rập Xê Út Mohammed Ahmed bin tuyên bố, trong tương lai phụ nữ không bị bắt buộc phải mặc Abaya nơi công cộng nữa. Họ không còn phải ăn mặc che kín, tuy nhiên vẫn phải kín đáo và tôn kính, và vẫn phải che đầu. Một quy luật chính thức tuy nhiên không hề có.  